# بخش مرکزی شهرستان سنندج
بخش مرکزی شهرستان سنندج یکی از بخش‌های شهرستان سنندج در استان کردستان در غرب ایران است.

## تقسیمات کشوری
- بخش مرکزی شهرستان سنندج
  - دهستان آبیدر
  - دهستان آرندان
  - دهستان حسین‌آباد جنوبی
  - دهستان حومه (سنندج)
  - دهستان ژاورود شرقی
  - دهستان نران
  - دهستان سراب قامیش

شهر: سنندج

## جمعیت
بنابر سرشماری مرکز آمار ایران، جمعیت بخش مرکزی شهرستان سنندج در سال ۱۳۹۵ برابر با ۴۶۱٬۲۷۸ نفر بوده‌است.